# Абкайк
25°56′06″ пн. ш. 49°39′58″ сх. д. / 25.935° пн. ш. 49.666111111111° сх. д.
Абка́йк — нафтове родовище в Саудівській Аравії, одне з найбільших у світі. Входить до нафтогазоносного басейну Перської затоки. Одне з п'яти родовищ країни, на яких Saudi Aramco видобуває 90 % нафти (поряд з Сафанія-Хафджі, Беррі, Маніфо, Гавар)
Родовище відкрите в 1940 році, розробляється з 1946 року.

## Характеристика
Початкові промислові запаси нафти 1207 млн т. Родовище пов'язане з антиклінальною складкою розміром 70х20 км. Поклади пластові склепінчасті. Продуктивні вапняки верхньої юри на глибині 1,7-2,0 км.

## Технологія розробки
Розробляється горизонт товщиною 60-65 м. Колектор порово-тріщинний, пористість 20-25 %, проникність до 500 мД. Початковий пластовий тиск 17,8 МПа. Густина нафти 881 кг/м3, в'язкість 13,1 сПз, S = 2,8 %. Осн. центр видобутку — м. Абкайк. 
Прокладено нафтопровід до Сайди і Рас-Таннури. Попутний газ з більшості установок сперації нафти та газу спрямовується по трубопроводу Абкайк – Шедгам.